# Battaglia di Coronea
La battaglia di Coronea ebbe luogo nel 447 a.C. tra la Lega delio-attica, comandata da Atene, e la Lega beotica, nell'ambito dei conflitti che precedettero la guerra del Peloponneso.

## Antefatti
Dopo la vittoria conseguita nel 457 a.C. nella battaglia di Enofita, che diede ad Atene il controllo della Beozia, gli Ateniesi diressero i loro sforzi al consolidamento della Lega Delio-Attica.
Nel 454 a.C. una flotta ateniese venne distrutta durante un tentativo di supporto ad una ribellione egiziana contro l'impero persiano; temendo rivolte da parte di altri membri della lega, Atene spostò il tesoro dall'isola di Delo all'interno della città nel 453 a.C., e firmò con l'Impero Persiano la pace di Callia attorno al 449.

## Svolgimento
Nel 447 a.C. alcuni degli uomini che Atene aveva esiliato dalla Beozia dopo la vittoria di Enofita tornarono, e ripresero il controllo di alcune città. Gli Ateniesi risposero inviando circa 1000 opliti al comando di Tolmide per ricatturare le città perdute; questa forza fu in grado di riprendere Cheronea, ma subì una sconfitta a Coronea, e gli Ateniesi furono costretti ad abbandonare la Beozia.
La sconfitta portò alla liberazione della Beozia dalla forte influenza ateniese che era seguita alla battaglia di Enofita.

## Fonti
- Tucidide, La guerra del Peloponneso, 1.103
- Pausania il Periegeta, Periegesi della Grecia 1.27